# Friedrich Ludwig Franz Perlberg
Friedrich Ludwig Franz Perlberg (* 21. Juni 1777 in Ludwigslust, Mecklenburg-Schwerin; † 3. Januar 1844 in Nürnberg) war ein deutscher Maler.

## Leben und Wirken
Friedrich Perlberg war der Sohn des in Ludwigslust tätigen Hofsängers Johann Christian Perlberg. Er lässt sich zunächst in Berlin nachweisen, wo er bis 1803 für den Lackwarenfabrikanten Andreas Goepp tätig war, ab Ende 1803 war er für den Lackwarenfabrikanten Johann Heinrich Stobwasser tätig. Im Jahr 1806 heiratete er Sophia Maria Welfeld in Nürnberg und zog anschließend nach Köln. Seit um 1813 lebte er in Nürnberg. Seine Söhne Johann Georg Christian Perlberg (1806–1884) und Andreas Perlberg (1811–1842) waren ebenfalls als Maler tätig. Er wurde auf dem Johannisfriedhof in Nürnberg begraben.
Perlberg war hauptsächlich als Dosenmaler tätig, malte aber auch Porträtgemälde.